# Astiphromma psychron
Astiphromma psychron är en stekelart som beskrevs av Dasch 1971. Astiphromma psychron ingår i släktet Astiphromma och familjen brokparasitsteklar. Inga underarter finns listade.